# Orthrosanthus polystachyus
Orthrosanthus polystachyus är en irisväxtart som beskrevs av George Bentham. Orthrosanthus polystachyus ingår i släktet Orthrosanthus och familjen irisväxter. Inga underarter finns listade i Catalogue of Life.